# 千歳町 (浜松市)
千歳町（ちとせちょう）は、静岡県浜松市中央区の町名。丁番を持たない単独町名である。住居表示未実施。

## 地理
浜松市中央区の地理的南部にあたり、新浜松駅西側の市街地に当たる。北から東で鍛冶町、南で平田町、南西で旅籠町、西で伝馬町と接する。 浜松市内随一の歓楽街として料亭、クラブ、飲食店などが軒をつらねる。

## 歴史
江戸時代は、比較的身分の高い武士の屋敷が並び「後道」と呼ばれていた。 1925年（大正14年）より町名を「千歳町」とした。

## 世帯数と人口
2018年（平成30年）12月1日現在の世帯数と人口は以下の通りである。
| 町丁   | 世帯数 | 人口  |
| ------ | ------ | ----- |
| 千歳町 | 82世帯 | 157人 |

## 小・中学校の学区
市立小・中学校に通う場合、学区は以下の通りとなる。
| 番・番地等 | 小学校             | 中学校             |
| ---------- | ------------------ | ------------------ |
| 全域       | 浜松市立中部小学校 | 浜松市立中部中学校 |

## その他

### 日本郵便
- 郵便番号 : 430-0934[3]（集配局：浜松郵便局[7]）。

### 警察
町内の警察の管轄区域は以下の通りである。
| 番・番地等 | 警察署         | 交番・駐在所 |
| ---------- | -------------- | ------------ |
| 全域       | 浜松中央警察署 | 浜松駅前交番 |